# Yasser Seirawan
Yasser Seirawan (född i Damaskus, Syrien 24 mars 1960) är en amerikansk stormästare i schack av syriskt ursprung.
Seirawan har skrivit flera schackböcker. Han var under flera år redaktör för schacktidskriften Inside Chess.

## Meriter
Yasser Seirawan vann juniorvärldsmästerskapen i schack i Skien 1979 och han har vunnit amerikanska mästerskapen fyra gånger.